# Kristian Kostov
Kristián Konstantínov Kóstov (rus: Кристиан Костов, ; Moscú, Rússia, 15 de març de 2000), més conegut com a Kristián Kóstov, és un cantant búlgar-rus. Va assolir la fama després de ser finalista al programa The Voice Kids Rússia i després de ser subcampió en The X Factor Bulgària. Així mateix, va ser el representant de Bulgària en el Festival de la Cançó d'Eurovisió 2017 amb la cançó «Beautiful Mess», quedant en segona posició amb 615 punts. Els seus fans s'identifiquen amb el logo de "TeamKris".

## Biografia

### Inicis
Nascut a la capital russa, el 15 de març del 2000. El seu pare Konstantin prové de Bulgària i la seva mare Zaura prové del Kazakhstan. Té tres germans. Va fer primària a l'Escola número 1448 de Moscou. Des de fa molt temps havia volgut dedicar-se al món de la música. Als sis anys es va integrar en el popular grup infantil Neposedi.
També durant aquesta època va començar la seva carrera en solitari, arribant a concursar en diverses competicions i festivals. Entre ells es troben el Sound Kids que va guanyar en 2011, l'A New Wave for Children que va quedar setè el 2012, o el School of Music que va quedar tercer. A més, va ser alumne del prestigiós centro Jazz Pàrquing, en el qual va anar desenvolupant encara més les seves aptituds musicals i va tenir com a professor a l'artista Alexey Batychenko.

### 2014-2016

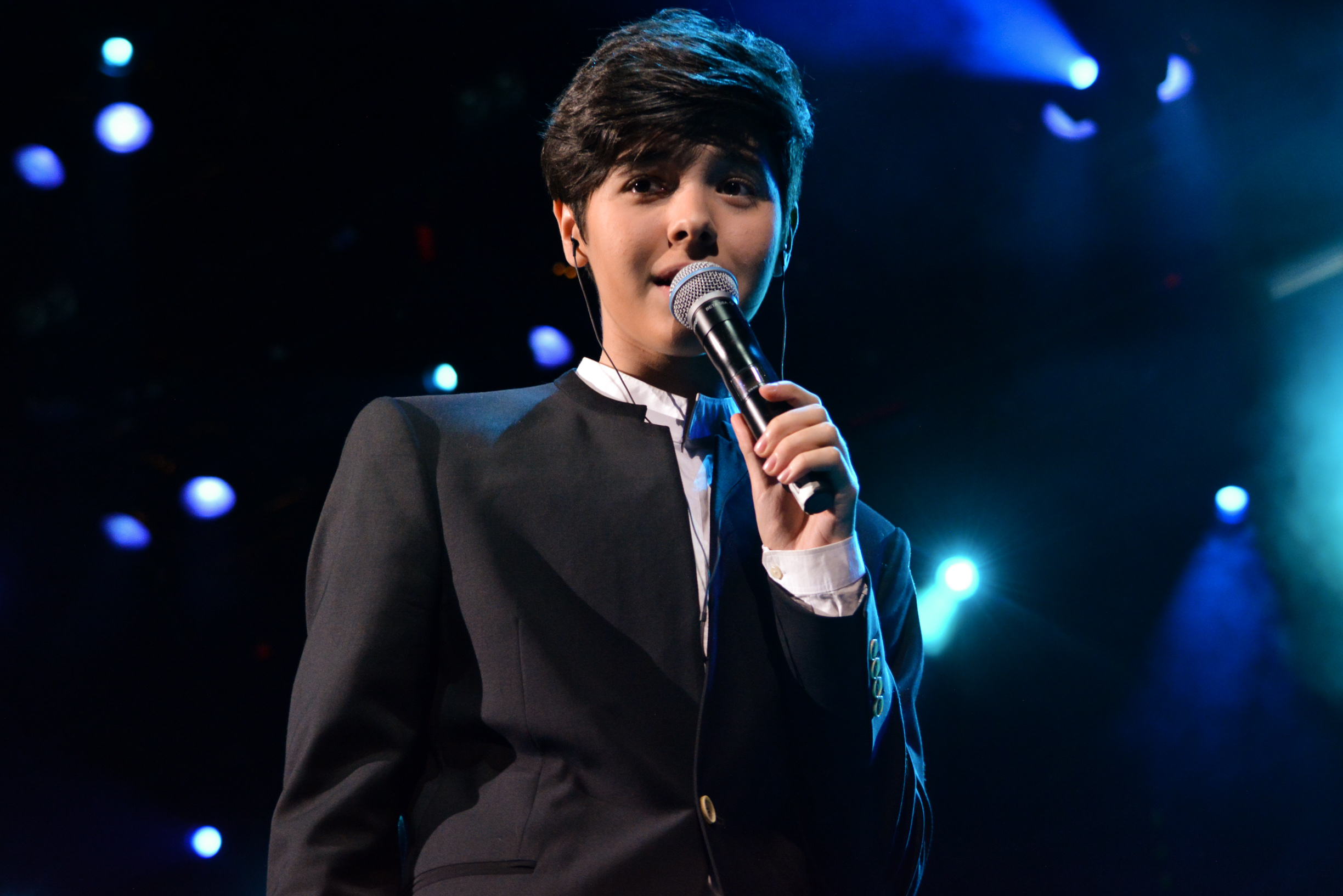
Durant una actuació en Golos.

Ja en el 2014 va passar a formar part de la primera temporada del format per a nens del programa Golos ("The Voice Kids Rússia"), que és la versió russa de la Veu. Dins del programa el seu coach va ser el famós cantant Dima Bilán (guanyador d'Eurovisió 2008) i va arribar a acabar com a finalista.
Després del seu pas pel programa, va ser convidat a participar en el projecte benèfic #Imagine d'Unicef, en el qual al costat de nombrosos artistes internacionals versionó la cançó "Imagine" de John Lennon. El 2015 va llançar els que van anar els seus primers singles: "Ready to fly" i "Slushay dozhd" i va realitzar les seves primeres actuacions promocionals acompanyat pel seu propi grup de ball anomenat KrisKrew.
Després de tot el seu èxit a Rússia, com és d'origen búlgar, durant la seva estada al país va decidir presentar-se a les audicions de la quarta temporada de X Factor Bulgària, en les quals va ser seleccionat.
Allí al programa després de passar per les diferents etapes dels xous en viu, va ser triat com a finalista i en la gran final va aconseguir acabar com a subcampió d'aquesta edició, sent la guanyadora Christiana Louizu.
El 7 d'octubre de 2016 va signar un contracte amb la discogràfica Virginia Records i va llançar el single "Ne si za men", que va ser un gran èxit en les llistes búlgares. Successivament ha anat llançant singles com "Vdigam level" al costat de Pavell & Venci Venc', que va aconseguir col·locar-se en el lloc número 1 durant 14 setmanes seguides i va arribar a acumular més de 6 milions de reproduccions en YouTube.

### Festival d'Eurovisió
El 13 de març de 2017, la Televisió Nacional de Bulgària (BNT) va confirmar l'elecció de Kostov com a representant de Bulgària en el Festival d'Eurovisió 2017, amb la cançó «Beautiful Mess». El videoclip oficial va ser estrenat el 31 de març. El cantant es va convertir així en el primer representant en la història del certamen que havia nascut en la dècada de 2000.
Kostov va obtenir la millor posició aconseguida per Bulgària fins avui, segon lloc, amb 615 punts.